# Ritchie De Laet
Ritchie Ria Alfons De Laet, cunoscut ca Ritchie De Laet (n. 28 noiembrie 1988, Antwerp, Belgia) este un fundaș aflat sub contract cu Aston Villa.